# Ghost Sweeper Mikami: Gokuraku Daisakusen!!
Ghost Sweeper Mikami: Gokuraku Daisakusen!! (GS美神 極楽大作戦!! Gōsuto Suīpā Mikami: Gokuraku Daisakusen!!?, lit. «Cazafantasmas Mikami: La gran batalla del paraíso») es una serie de manga escrita e ilustrada por Takashi Shiina. Fue publicada en la revista semanal Shūkan Shōnen Sunday de 1991 a 1999. En 1993, ganó el Premio Shōgakukan para el mejor manga shōnen. El manga fue adaptado para televisión en una serie de anime de 45 episodios por Toei Animation llamado GS Mikami (GS美神?) emitida entre 1993 y 1994, que cubre la mayor parte de los nueve primeros volúmenes del manga (de un total de 39). Posteriormente se realizó una película basada en la serie de televisión estrenada en 1994 en Japón. La serie trata sobre temas tabúes como las posesiones demoníacas, exorcismos, chamanismos, yurei y yōkai.

## Argumento
El sobredesarrollo y la sobrepoblación que comenzó a aquejar a Japón forzó a muchos espíritus y fantasmas en pena a abandonar sus hogares de manera forzada, lo que sin duda los ha alterado y quieren hacer notar su enojo. De esta manera fue creada una nueva profesión, la de los cazafantasmas: exorcistas de espíritus malignos que trabajaban por contrato, generalmente de millones de yenes. Pero entre todos hay solo una que es conocida como la mejor, una joven llamada Reiko Mikami, quien antes había sido aprendiz del Padre Karasu. Mikami es la reina entre los cazafantasmas, pero su defecto es que ama el dinero más que ninguna otra cosa en el mundo, sin importarle los sentimientos.
Parte del equipo de Mikami son Tadao Yokoshima, un joven estudiante de preparatoria, y Okinu, el fantasma de una adolescente que debía ser el espíritu de una montaña por más de trescientos años. Juntos combaten a los fantasmas con hechizos, talismanes y poderes; además se integran variados personajes que hacen de esta una serie muy divertida, junto con la nota de humor que entrega Yokoshima cuando desea estar con Mikami, siendo que ella le aborrece. La historia comienza cuando Mikami y Yokoshima están cumpliendo un trabajo: el de eliminar un fantasma que data de muchos años de antigüedad. Luego de horas de búsqueda, lo encuentran y lo eliminan, pero antes de esto se encuentran con una fantasma que tiene más de trescientos años de antigüedad, su nombre es Okinu. Reiko le ofrece trabajo a cambio de descansar en paz algún día, Okinu acepta y se queda en el equipo. Así es como Mikami, junto con su equipo cazan fantasmas, pidiendo grandes sumas de dinero a sus empleadores (Mikami ama el dinero más que a su propia vida), Y pagando miserables sueldos a sus asistentes (a Yokoshima le paga dos dólares por hora). Aunque con esto en lo único que piensa es en ganar más y más dinero.
El argumento del manga entrelazan la cultura clásica japonesa y su realidad moderna, con referencias ocasionales a influencias Occidentales. En medio de estos argumentos algunos arcos de historia son más largos, donde son presentados nuevos personajes y los existentes son desarrollados.

## Personajes

### Agencia cazafantasmas Mikami
Reiko Mikami (美神 令子 Mikami Reiko?)
Seiyū: Hiromi Tsuru
Una mujer valiente y dominante de 31 años, caracterizada por su belleza y avaricia. Tiene su propia empresa cazafantasmas que maneja ella misma, con lo que se hace de bastante dinero. Aprendió el oficio de cazafantasmas del Padre Karasu, quién trabajaba gratis en exorcismos y liberación de espíritus. A la hora de atacar a los espíritus y monstruos usa la «Vara Divina», una especie de espada que adquiere brillo al canalizar su poder psíquico, unos aretes mágicos, y también un gran amuleto donde puede almacenar almas. Se especializa también en sellos de papel. Al principio toma un entrenamiento con Shôryuki y tiempo después con su maestro Seitentaisei, de esta forma gana nuevos poderes haciendo que su vara divina se transforme en un látigo. Tiene el poder de viajar en el tiempo mediante una fuerte descarga eléctrica al igual que su madre. Según Hyakume, Mikami es solo «una mujer que en realidad se siente sola».
Tadao Yokoshima (横島 忠夫 Yokoshima Tadao?)
Seiyū: Ryō Horikawa
Estudiante y ayudante de Mikami de edad de 17 años. Al principio su rol es el de un bufón depravado y cobarde que asiste solo lo necesario para no reprobar su curso. Le gustan demasiado las chicas atractivas aunque no es muy popular con las mujeres. Está principalmente atraído por Mikami y Okinu, a quien considera pura y especial, lo que le ha puesto en duda entre elegir a Mikami u Okinu como su chica preferida. Su lujuria es la fuente de sus habilidades puesto que con tal de poder cumplir sus perversiones es capaz de mostrar un poder mayor que el de su jefa. Más adelante toma el examen para convertirse en cazafantasmas y, para sorpresa de todos, logra pasarlo venciendo incluso a un extraordinario rival, pero Mikami toma su licencia manteniéndolo como asistente y alumno. Desde aquí el personaje madura aunque no logra deshacerse de su perversión sino que va encontrando formas distintas de manejarla. Su poder evoluciona desde capacidades defensivas y ofensivas simples gracias al entrenamiento de Seitentaisei. En su desarrollo según el manga, sus poderes se van desarrollando hasta desafiar el poder de Mikami y convertirse en un colega digno a sus ojos. Canónicamente, Tadao termina teniendo un poder de canalización de espíritus mayor al de su jefa.
Kinu Himuro (氷室 キヌ Himuro Okinu?) (Okinu)
Seiyū: Mariko Kōda
El espíritu de una bella adolescente de quince años que murió al ser sacrificada para calmar la ira de un volcán hace trescientos años y no podía encontrar el descanso eterno. Para poder ir al paraíso, necesitaba el exorcismo de Mikami, pero como no tiene cómo pagarle, acepta trabajar para ella hasta juntar el dinero necesario. A Okinu le pagan cerca de veinte centavos el día, sin embargo, después de su resurrección Mikami la contrata por un mejor salario que el de Yokoshima. Es muy amable con todos y buena cocinera. Siempre se encarga de mantener la oficina/casa de Reiko en orden. Desarrolla atracción por Yokoshima debido a que este tenía un «atractivo natural» con lo sobrenatural. Es revivida gracias al hecho de que su cuerpo se conservó congelado en el hielo por lo que, con mucha dificultad, Yokoshima la revive. Tras su resurrección, Okinu presenta amnesia respecto a todo lo que vivió como fantasma. Es adoptada por la familia de la joven Sanae y empieza a vivir una vida adolescente normal, y constantemente era observada por Mikami y Yokoshima con la esperanza de que algún día ella regrese al equipo. A pesar de la vida perfecta de Okinu, ser muy popular con los chicos de su escuela y de sentirse además plenamente feliz con su familia adoptiva, se da cuenta de que en su vida algo estaba olvidando. Es entonces cuando logra recuperar sus recuerdos después de volver a conocer a Mikami y Yokoshima y regresa con ellos. Por consiguiente, es transferida por Mikami a Rokudou, una prestigiosa escuela de mujeres en la que además se impartían clases de lo sobrenatural. Se convierte en una necromante gracias a que al haber sido un fantasma entiende los sentimientos de estos. Tiene poderes curativos y la habilidad de controlar a los espíritus a través de la flauta de los muertos. También recibe el entrenamiento de Hyakume, la cual le entrega uno de sus «ojos del corazón» para ser capaz de mirar lo que está oculto.

### Secundarios
Emi Ogasawara (小笠原 エミ Ogasawara Emi?)
Seiyū: Michie Tomizawa
La rival de Reiko Mikami, que trabaja también como cazafantasmas. Emi es la rival directa de Reiko, ya que posee también gran clientela y es bastante popular por sus exorcismo de estilo vudú que realiza junto a sus asistentes, todos militares especializados, aunque ella solo trabaja con personas «decentes» (a diferencia de Reiko que trabaja para el mejor postor, no importando que sea un rico industrial o un poderoso gánster). A diferencia de Mikami, quien pelea directamente con los entes espirituales, Emi utiliza potentes hechizos que requieren cuando menos tres minutos para conjurar por medio de una danza. Esto justifica a sus asistentes quienes la protegen durante ese tiempo.
En capítulos avanzados del manga se descubre su pasado, mucho más oscuro que el de Mikami, en el cual perdió a sus padres a la edad de diez y vivió como asesina a sueldo hasta cumplir los quince, cuando abandonó esa «profesión» debido a un incidente que la marcó profundamente.
Meiko Rokudo (六道 冥子 Rokudō Meiko?)
Seiyū: Kumiko Nishihara
Una dulce e inocente, pero también muy fuerte joven, que se considera una amiga de Mikami. Meiko controla doce poderosos duendecillos que han estado dentro de su familia por generaciones: los conocidos Shikishin (式神, más conocidos en Japón como Shikigami), que también forman parte de la cultura japonesa antigua como espíritus protectores de las familias. Debido a que Meiko es bastante sensible, y se siente herida por casualidades, libera fácilmente a sus «mascotas», las cuales habitan dentro de la sombra de Meiko. Cada vez que quedan libres ocasionan algún estrago. Los nombres de sus Shikigamis o Shikishines son: Indara, Ajira, Kubira, Basara, Shindara, Sanchira, Haira, Makora, Shôtra, Anchira, Bikara, y Mekira.
Doctor Caos (ドクター・カオス Dokutā Kaosu?)
Seiyū: Shigeru Chiba
Un anciano alquimista y también el exorcista más famoso en sus tiempos de juventud, aunque ahora está algo demente. Doctor Caos ha adquirido tanto conocimientos a lo largo de su vida que ya le es completamente imposible aprender nuevas cosas, y constantemente se le olvidan grandes inventos y avances científicos que realizó en su juventud. Sus dos mayores descubrimientos han sido alcanzar la inmortalidad y el Homúnculo o forma de vida/inteligencia artificial: Maria. Es pobre como una rata y vive solo con María, donde es aterrorizado por una feroz casera que armada con una lanza le cobra la renta que nunca puede pagar.
Maria (マリア?)
Seiyū: Wakana Yamazaki
Es una mujer androide, conocida como la mayor creación realizada por el Doctor Caos de Inteligencia artificial. Fue fabricada cuando la palabra robot ni siquiera había sido inventada y tiene, a pesar de ser una máquina, un gran corazón, una vez se enamoró de Yokoshima por el efecto de un afrodisíaco que le cayó accidentalmente encima. María es una gran luchadora y tiene una extrema fuerza, pero actualmente solo se dedica a atender al Doctor, y es la que le hace prácticamente todas las tareas diarias. Ella está hecha con la misma apariencia del primer amor del Dr. Caos hace ya varios siglos.
Kazuhiro Karasu (唐巣 和宏 Karasu Kazuhiro?) o Padre Karasu (唐巣 神父 Karasu Shinpu?)
Seiyū: Kazuyuki Sogabe
Es un sacerdote cristiano experto en exorcismos y temas paranormales. Es el maestro en exorcismos de Mikami y trato de enseñarle a no ser ambiciosa, fracaso claro, pero no pierde las esperanzas de encaminarla por el sendero del bien. Actualmente es el tutor de Pete, quien también quiere tener estas habilidades. Fue excomulgado por practicar exorcismos sin autorización de la iglesia.
Pietro de Blado (ピエトロ・ド・ブラドー Pietoro do Buradoo?) (Pete)
Apodado Pete, es un medio vampiro de setecientos años con apariencia de adolescente, pero contrario a lo que podría creerse de su condición, es muy noble. Emi es su principal dilema, ya que siempre está persiguiéndolo pues está enamorada de él.
Yakuchin (厄珍?)
Seiyū: Chafūrin
Es el dueño de una tienda de artículos espiritistas que posee las cosas más raras y difíciles de encontrar; Reiko recurre constantemente al almacén, pero siempre termina peleando con Yakuchin, ya que es igual de sediento de dinero que ella. Llegó a vender talismanes para aprobar el examen de admisión a la universidad. Una vez, le vendió un afrodisíaco y unas píldoras para aumentar la energía psíquica a Yokoshima.
Shoryuki
Una diosa del clan de los dragones, quien esta encargada del monte Myojinsan y que entrena a los exorcistas que van a tal lugar, aunque tranquila, puede convertirse en un dragón pero no tiene control y solo destruye, tiene una profunda rivalidad con Medusa.
HyakumeUna inspectora de los Dioses, con sus ojos puede ver todo y tiene la facultad de poder viajar en el tiempo.
Antagonistas
MedusaPertenecía al clan dragón pero se rebeló y alió con los demonios, en combate utiliza una lanza de dos puntas y es igual de fuerte que Shoryuki.
AshtarothEnemigo principal, no aparece en el animé pero es central en el manga.
Conde BladouPadre de Pete, es un vampiro que enfrentó al dr. Caos en el pasado, vive en una isla, atrasado del mundo, es un familiar lejano de Drácula.
Flautista de HamelinUn demonio que puede convertir a los adultos en niños, pese a su poder, si no tiene su aguja dorada pierde energía rápidamente y tiene que volver a dormir.

## Música

### Títulos de crédito de inicio
1. «Ghost Sweeper» de Chie Harada[1]

### Títulos de crédito de final
1. «Believe Me» de Yumiko Kosaka[1]

### Banda sonora
1. Ghost Sweeper Original Soundtrack de Toshihiko Sahashi[1]

## Película
G.S Mikami también tuvo en 1994 una película llamada Ghost Sweeper Mikami: The Great Paradise Battle!! (Curiosamente, este era el nombre original del manga).
La película tiene una duración aproximada de sesenta minutos y fue realizada en los estudios de Toei Animation, bajo la dirección de Atsutoshi Umezawa y bajo la licencia de Manga Entertainment.
En ella, un exorcista muerto se aliará a la bella Mikami para intentar vencer al malvado Nosferatu.
Es un malvado vampiro que por medio de su ejército de zombis quiere apoderarse de todo Japón.

## Videojuegos
Se elaboraron dos videojuegos basados en el manga y el anime. En 1993, un videojuego titulado Cazafantasmas Mikami: Joreishi wa ha Nice Body (ゴーストスイーパーGS美神~除霊師はナイスバディ~ ? ) Fue lanzado para el Super Famicom. En 1994 GS Mikami fue publicado por Banpresto para la PC Engine.
Ghost Sweeper Mikami: Joreishi ha Nice Body (ゴーストスイーパー GS美神 〜除霊師はナイスバディ〜 GS Gosutosuipa graces the exorcism Fra ~ Nice Body?) es un juego de plataformas de desplazamiento lateral en el que el jugador controla a Reiko a través de múltiples etapas. Reiko está armada con un bastón mágico que puede utilizar para llevar a cabo varios tipos de ataques cuerpo a cuerpo. El báculo puede encenderse para disparar varios tipos de proyectiles, aunque estos ciclos iniciales se perdieran si Reiko recibe daño. También se puede utilizar como un tipo de garfio para acceder a ciertas plataformas. También existen usos limitados de ataques mágicos que afecta a todos los enemigos en la pantalla.